# Thức ăn cho mèo

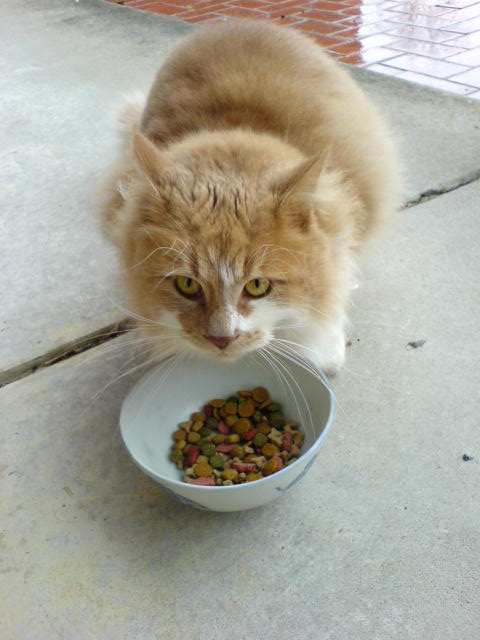
Thức ăn khô cho mèo

Thức ăn cho mèo là thức ăn riêng biệt dành cho loài mèo sử dụng. Mèo có các yêu cầu cụ thể về hàm lượng chất dinh dưỡng trong chế độ ăn uống của chúng. Một số chất dinh dưỡng, bao gồm nhiều vitamin và amino acid, bị phân hủy bởi nhiệt độ, áp suất và phương pháp xử lý hóa chất được sử dụng trong quá trình sản xuất và do đó phải được bổ sung sau khi hoàn tất sản xuất để tránh tình trạng thiếu hụt chất dinh dưỡng. Ví dụ, taurine - một amino acid, được tìm thấy trong thịt, bị phân hủy trong quá trình chế biến, vì vậy taurine tổng hợp thường được thêm vào sau đó. Sự thiếu hụt taurine dài hạn có thể dẫn đến thoái hóa võng mạc, mất thị lực và ngưng tim.

## Chế độ ăn tự nhiên
Mèo vốn là một loài động vật ăn thịt — nghĩa là chúng là loài ăn thịt là chủ yếu và phụ thuộc vào các chất dinh dưỡng có trong thịt động vật cho nhu cầu ăn uống của chúng. Ngay cả mèo thuần hóa cũng sẽ ăn thịt tươi từ động vật gặm nhấm, thỏ, động vật lưỡng cư, chim, bò sát và cá, nhưng mèo cũng thích những cơ hội có thức ăn có sẵn và sẵn sàng ăn những thức ăn đã được chín cũng như thức ăn cho mèo khô nếu thức ăn đó ngon miệng. Do đó, chế độ ăn tự nhiên của mèo không bao gồm bất kỳ vấn đề thực vật nào, mặc dù thỉnh thoảng mèo được biết là ăn một số loại thực vật và cỏ, thường chỉ đóng vai trò là một chất gây nôn.
Mèo không thể tổng hợp một số chất dinh dưỡng thiết yếu cần thiết cho sự sống của chúng, bao gồm các amino acid taurine và arginine, vì vậy các chất dinh dưỡng này phải có nguồn gốc từ thịt tươi trong chế độ ăn tự nhiên. Mèo thiếu chức năng sinh lý cụ thể để trích xuất các chất dinh dưỡng hiệu quả từ nguyên liệu thực vật, và đòi hỏi một chế độ ăn giàu protein, đó là lý do tại sao thịt năng lượng cao từ con mồi mới bị giết là thức ăn tối ưu.